# Asplundia australis
Asplundia australis är en enhjärtbladig växtart som beskrevs av Gunnar Wilhelm Harling. Asplundia australis ingår i släktet Asplundia och familjen Cyclanthaceae.
Artens utbredningsområde är Bolivia. Inga underarter finns listade.